# Нов (річка)
Нов (рос. Новь) — річка в Росії, тече по території Архангельського й Іглінського районів Республіки Башкортостан. Гирло річки знаходиться в 29 км по правому березі річки Лемеза. Довжина річки становить 17 км.
Іменовані притоки: Нах, Нуй, Кизил'елга.

## Дані водного реєстру
За даними державного водного реєстру Росії належить до Камського басейнового округу, водогосподарська ділянка річки — Сім від витоку до гирла, річковий підбасейн річки — Біла. Річковий басейн річки — Кама.
Код об'єкта в державному водному реєстрі — 10010200612111100019393.